# 1603 en arts plastiques
| Années des arts plastiques : 1600 - 1601 - 1602 - 1603 - 1604 - 1605 - 1606    |
| Décennies des arts plastiques : 1570 - 1580 - 1590 - 1600 - 1610 - 1620 - 1630 |

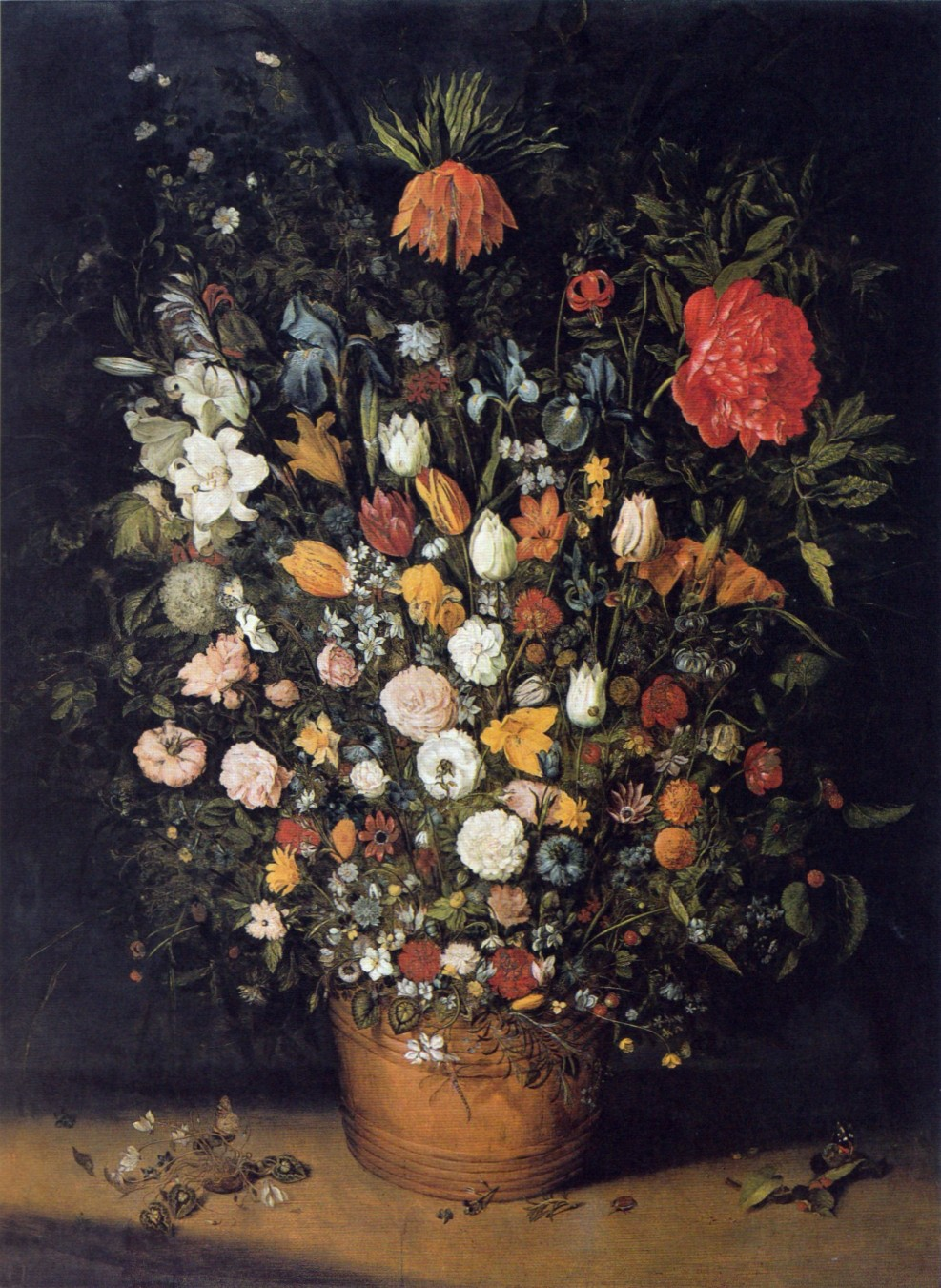
Bouquet par Jan Bruegel l'ancien.

Cette page concerne l'année 1603 en arts plastiques.

## Œuvres
- Saint Jean-Baptiste dans le désert : tableau du Caravage

## Naissances
- 16 février : Giovanni Battista Carlone, peintre baroque italien de l'école génoise († 1684),
- 16 mai :  Paolo Antonio Barbieri, peintre de natures mortes italien († 27 juin 1649),
- 10 juillet : Antonio del Castillo y Saavedra, peintre baroque espagnol († 2 février 1668),
- ? :
  - Willem van Aelst, peintre néerlandais († 6 juin 1678),
  - Cornelis Bloemaert, peintre et graveur néerlandais († 28 septembre 1692),
  - Filippo Brizzi, peintre  baroque italien de l'école de Bologne († 1675),
  - Jan Gerritsz van Bronkhorst, peintre et graveur hollandais († 22 décembre 1661),
  - Simon Kick, peintre néerlandais († 1652),
- Vers 1603 :
- Abraham Willaerts, peintre de marine néerlandais († 18 octobre 1669).

## Décès
- 4 mars : Jean Rabel, peintre, graveur et éditeur d’estampes français (° vers 1548),
- 24 juillet : Santi di Tito, peintre italien (° 6 octobre 1536),
- 4 décembre : Maarten de Vos, peintre belge (° 1532),
- ? décembre : Joos van Winghe, peintre maniériste brabançon (° vers 1542),
- ? :
  - Étienne de Martellange, peintre français (° vers 1540),
  - Jean Ramey, peintre de la bourgeoisie liégeoise (° vers 1540),
  - Jacob Savery, peintre miniaturiste et animalier flamand (° vers 1565),
  - Hendrik van Steenwijk I, peintre néerlandais (° vers 1550).